# Una giusta causa
Una giusta causa (On the Basis of Sex) è un film del 2018 diretto da Mimi Leder.
La pellicola, con protagonisti Felicity Jones, Armie Hammer, Justin Theroux, Sam Waterston e Kathy Bates, narra la vicenda di Ruth Bader Ginsburg, prima giovane docente di diritto, avvocata, magistrata e infine giudice della Corte suprema degli Stati Uniti d'America, che ha dedicato la propria vita a favore dei diritti delle donne e della parità di genere.

## Trama
A metà degli anni '50, Ruth Bader Ginsburg è una studentessa ammessa, insieme ad appena otto colleghe di sesso femminile, alla prestigiosa Harvard Law School, nella quale si trasferisce per seguire il marito che aveva iniziato a lavorare a New York. Ruth prosegue poi gli studi presso la Columbia University, dove consegue la laurea in legge nel 1959. Nonostante i brillanti risultati, Ruth incontra enormi difficoltà a trovare lavoro presso uno studio legale, a causa del suo esser donna, ed è pertanto costretta ad accettare un'occupazione come insegnante presso la Rutger Law School.
Nel 1970 il marito le propone di rappresentare un cliente per una piccola evasione fiscale. Apparentemente un caso modesto, esso si configura in realtà una discriminazione di genere: l'accusato deve pagare soltanto perché appartenente al sesso maschile. Ruth si presenta dinanzi alla corte d'appello e convince i magistrati dell'assurdità della legge, aprendo la strada per una maggiore eguaglianza sostanziale nella legislazione statunitense.

## Promozione
Il primo trailer del film viene diffuso il 16 luglio 2018.

## Distribuzione
La pellicola è stata distribuita nelle sale cinematografiche statunitensi a partire dal 25 dicembre 2018 ed in quelle italiane dal 28 marzo 2019.